# Лейн, Фредерик
Фредерик Клод Вивиан Лейн (англ. Frederick Claude Vivian Lane; 2 февраля 1880, Миллерс Пойнт — 14 мая 1969, Авалон) — британский пловец, двукратный чемпион летних Олимпийских игр 1900.
На Играх Лейн участвовал в двух плавательных дисциплинах — в гонке на 200 м вольным стилем и на 200 м с препятствиями. Он выиграл по две гонки в каждом заплыве (полуфинал и финал), и выиграл две золотые медали.